# Felix Da Housecat
Феликс Стэллингс (англ. Felix Stallings Jr., более известен под сценическим псевдонимом Felix da Housecat, реже Thee Maddkatt Courtship, Aphrohead и Sharkimaxx; род. 27 августа 1971, Чикаго, Иллинойс) — американский диджей в стиле хаус и музыкальный продюсер. Является представителем второй волны чикагской хаус-музыки и владельцем чикагского лейбла Radikal Fear Records.

## История
Первый свой альбом записал под псевдонимом Aphrohead, а второй как Thee Maddkatt Courtship. В 2001 году вышел альбом Kittenz and Thee Glitz, который вывел музыканта на всемирную арену и принёс ему славу, также упоминается, как один из первых релизов движения электроклэш. Felix прославился и ремиксами таких музыкантов, как Madonna и Kylie Minogue. Следующий релиз Devin Dazzle & the Neon Fever, не появлялся вплоть до 2004, однако были выпущены пара миксовых альбомов:Excursions в 2002 и A Bugged Out Mix 2003.
Феликс сотрудничал также с Томом Йорком из Radiohead. Заменил Timo Maas в качестве главного продюсера ещё неназванного альбома.
Его трек «Rocket Ride» был использован в саундтреке к игре Need for Speed: Underground 2. Различные ремиксы «Silver Screen Shower Scene», а также композиция «Sequel2Sub» были использованы в игре Midnight Club II и SSX 3, и бесчисленных кинокартинах таких, как Kiss Kiss, Bang Bang. «Everyone Is Someone in LA» включался в Tony Hawk’s American Wasteland.
Третий альбом Virgo Blaktro and the Movie Disco вышел 2 октября 2007 года. 16 композиций вышли на лейбле Nettwerk Records.
«Future Calls The Dawn» вышел в свет 9 июля 2007 года на лейбле Wall of Sound/PIAS вместе с «Sweet Frosti».
«Like Something for Porno», как главный сингл альбома выпущен 24 сентября с ремиксами от Teenage Bad Girl и Armand Van Helden.

## Личная жизнь
В 1987 году Феликс поступил в Университет штата Алабама для изучения средств массовой информации и коммуникации. Там он изучал музыкантов различных эпох, в том числе Принс, A Tribe Called Quest и Gang Starr. В университете у него развился интерес к хип-хопу и R&B.

## Дискография

### Альбомы
- Metropolis Present Day? Thee Album! (1995)
- Clashbackk Compilation Mix (1997)
- Transmissions, Vol. 2 (1997)
- I Know Electrikboy (1999) (как Maddkatt Courtship III)
- Kittenz and Thee Glitz (2001)
- Excursions (2002)
- Rocketmann! (2002)
- A Bugged Out Mix (2003)
- Devin Dazzle & the Neon Fever (2004)
- Playboy: The Mansion Soundtrack (2005)
- Virgo Blaktro and the Movie Disco (2007)
- He Was King (2009)
- Son Of Analogue (2011)

### Синглы и EP
- «Footsteps of Rage» (1995)
- «Smak Dat Ass» (1996)
- «Dirty Mother» (1997)
- «Silver Screen» (2002)
- «Madame Hollywood» (2002)
- «Madame Hollywood Remixes» (2002)
- «Silver Screen Shower Scene» (Written by Tommie Sunshine)(2003)
- «Cyberwhore» (2003)
- «Rocket Ride» (Written by Tommie Sunshine)(2004) (Appeared in Need For Speed: Underground 2 as an EA Games' «EA Trax» song)
- «Ready 2 Wear» (2004)
- «Watching Cars Go By» (2004)
- «Jack U» (2006)
- «Tweak» (2006)
- «Future Calls the Dawn/Sweetfrosti» (2007)
- «Something 4 Porno» (2007)
- «Sinner Winner» (2013)

### Remixes
- Uffie — «Pop The Glock (Felix Da Housecat’s / Pink Enemy Remix)» (2009)
- Buy Now — «For Sale (Felix Da Housecat Remix)» (2007)
- Gwen Stefani — «What Are You Waiting For? (The Rude Ho Mix by Felix Da Housecat)» (2005)
- Britney Spears — «Toxic (Felix Da Housecat’s Club Mix)» (2004)
- The Chemical Brothers — «Get Yourself High (Felix Da Housecat’s Chemical Meltdown Mix)» (2003)
- Holly Valance — «State of Mind (Felix Da Housecat’s Dub)» (2003)
- Nina Simone — «Sinnerman (Felix Da Housecat’s Heavenly House Mix)» (2003)
- Mylène Farmer — «Je t'aime mélancolie (Felix Da Housecat remix)» (2003)
- Madonna — «American Life (Felix Da Housecat’s Devin Dazzle Club Mix)» (2003)
- Madonna — «Die Another Day (Thee RetroLectro Mix)» (2003)
- New Order — «Here To Stay (Felix Da Housecat Extended Glitz mix)» (2002)
- Garbage — «Androgyny (Thee Glitz mix)» & «Androgyny (Thee Drum Drum mix)» (2001)
- Passion Pit — «Little Secrets (Felix Da Housecat remix)» (2009)